# Actinopyga crassa
Actinopyga crassa е вид морска краставица от семейство Holothuriidae. Видът е незастрашен от изчезване.

## Разпространение
Разпространен е в Кения, Мавриций, Мадагаскар, Мозамбик, Реюнион, Сомалия, Танзания и Южна Африка.